# エリヤ (メンデルスゾーン)

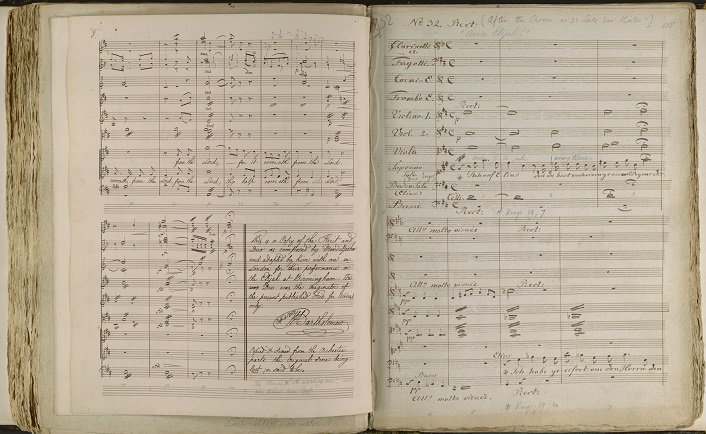

『エリヤ』（独：Elias）作品70は、フェリックス・メンデルスゾーンによって作曲されたオラトリオ。
日本語での曲名の表記方法については、題名のドイツ語表記をそのままカタカナ表記すれば「エリ（ー）アス」に、英語表記の"Elijah"は「イライジャ」にそれぞれなるが、日本語では、日本語訳の聖書の表記にしたがって、ヘブライ語の「エーリヤーフ」に由来する「エリヤ」と表記されることが多い。また、作曲者の母国語であり、楽曲の原語であるドイツ語の「エリ（ー）アス」に由来して「エリア」と表記されることも少なくはない。
メンデルスゾーンの代表作であるのみならず、オラトリオ全体の中でも、ヘンデルの「メサイア」、ハイドンの「天地創造」と並んで最も著名な作品の一つである。

## 概要
メンデルスゾーンは1836年に既に彼の友人フェルディナント・ヒラーに旧約聖書に登場する予言者『エリヤ』の一文、『Der Herr ging vorüber』を読み、この部分がオラトリオを作曲する上ですばらしいのではないか、と提案している。これが作曲の起点のようである。
初演は、公開の場で全曲演奏されたのが1846年8月26日で、イギリスのバーミンガムで行われた。これに先立ち、同月中にロンドンで部分的な試演が数回行われ、8月24日には全曲の試演がバーミンガムで行われている。初演後も多くの部分に加筆修正がなされている。メンデルスゾーンの母国ドイツでの初演は、翌1847年10月にハンブルクで行われた。つまり、メンデルスゾーンは初演の10年前にはこのオラトリオの着想を得ていたことになる。1837年には別の幼馴染カール・クリンゲマンに宛てた手紙の中で明確にこのオラトリオ『エリア』の作曲を示唆している。
メンデルスゾーンの音楽作品の中では、『聖パウロ』（Op.36）と並ぶ2大オラトリオと評され、彼の代表作の一つとされている。また、これら2曲に『キリスト』を合わせて3部作のオラトリオになるはずであったが、『キリスト』は未完に終わっており、現在では断片しか残されていない。
旧約聖書の「列王記（上・下）」に登場する預言者エリヤの生涯を題材に取っている作品で、オーケストラ・ソプラノからバリトン（ボーイソプラノが入る場合もある）までの独唱者・混声合唱によって演奏される。

## 構成
第1部（Erster Teil）と第2部（Zweiter Teil）に分かれている。第1部では、イスラエルにバアル信仰が広まったことより神エホバの怒りを招き、エリヤに神の言葉が臨みイスラエルの地から雨が途絶える場面から始まり、エリヤがバアルの預言者たちとの対決に打ち勝つところまでが描かれている（列王記上（列上）第17～18章）。第2部では、バアルの預言者を滅ぼしたことによりイスラエルの王アハブに命を狙われることとなったエリヤがイスラエルから逃げる場面から、後継者エリシャの目の前で火の馬車により天に上げられるところまでが描かれ（列上第19～22章・列下第1～2章）、終末部では救世主の出現に関する預言が歌われて曲が終わる。
聖書を題材としており、物語の流れ自体もそれに従っているが、必ずしも歌詞の全てが聖書から採られているわけではなく、聖書にはない創作された文言も多く織り込まれている（この点では、ヘンデルのメサイアなどのオラトリオとは異なる）。例えば、「序章」のバリトン独唱で歌われる歌詞は列上第17章1節（17:1）にあるエリヤの言葉から引用したものであるが、次の第1曲にある民衆による合唱「Hilf, Herr! Willst du uns denn gar vertilgen?（主よ助けてください。あなたは私達を滅すつもりですか。）」は聖書中には無い。
標準的な演奏時間は、約2時間（各60分、60分）。

### 編成
- 木管楽器
フルート 2、オーボエ 2、クラリネット 2、ファゴット 2
- 金管楽器
ホルン 4、トランペット 2、トロンボーン 3、オフィクレイド 1
- 打楽器
ティンパニ
- 弦楽器
バイオリン（第一・第二）、ヴィオラ、チェロ、コントラバス
- 独唱
ソプラノI～III（ソプラノIIIはボーイソプラノの場合有り）、アルトI～II、テノールI～II、バリトンI～II
- 合唱
- オルガン

### 配役
以下は主な配役のみ記載。
- エリヤ（バリトン）
- オバデヤ（テノール）
- アハブ（テノール）
- イゼベル（アルト）
- 天使（ソプラノ・アルト）
- 寡婦（ソプラノ）
- 若者（ソプラノまたはボーイソプラノ）

### 各曲の詳細
第1部は序章（Einleitung）・序曲（Ouvertüre）と第1曲～第20曲から、第2部は第21曲～第42曲からそれぞれ成る。各曲にサブタイトルは特に付けられていないが、市販されている楽譜では演奏者の便宜のため、各曲の歌い出し部分の歌詞を目次等に付している場合が多い。従って、下記の各曲の解説にあるサブタイトルもメンデルスゾーン自身が付けたものではなく、#参考文献の楽譜によった。

#### 第1部
- 序章（Einleitung） 「So wahr der Herr, der Gott Israels, lebet...（吾（わが）事（つか）ふるイスラエルの神…）」（列上17:1） バリトン独唱（エリヤ）
- 序曲（Ouvertüre）
- 第1曲（Nr.1） 「Hilf, Herr...（主よ助けたまえ…）」 合唱（民衆）
- Nr.2 「Herr, höre unser Gebet...（主よ、我らの祈りを聞きたまえ…）」 合唱付き二重唱（民衆）
- Nr.3 「Zerreißet eure Herzen...（汝の衣を…）」 レチタティーヴォ テノール独唱（オバデヤ）
- Nr.4 「So ihr mich von ganzem Herzen suchet...（心をつくして我を求めなば…）」 アリア テノール独唱（オバデヤ）
- Nr.5 「Aber der Herr sieht es nicht...（されど主は見たまわず…）」 合唱（民衆）
- Nr.6 「Elias, gehe weg von hinnen...（爾此より往て…）」（列上17:3-4） レチタティーヴォ アルト独唱（天使）
- Nr.7 「Denn er hat seinen Engeln befohlen...（それ、主汝のためにみ使いたちに命じ…）」 複四重唱（天使たち）
- Nr.8 「Was hast du an mir getan...（神の人よ汝なんぞ吾事に關渉（たづさは）るべけんや…）」（列上17:18-24） レチタティーヴォ、アリアおよび二重唱 ソプラノ（寡婦）・バリトン（エリヤ）
- Nr.9 「Wohl dem, der den Herrn fürchtet...（主をおそれ、その道を歩むものは…）」 合唱
- Nr.10 「So wahr der Herr Zebaoth lebet...（我が事ふる萬軍のヱホバは活く…）」（列上18:15-25） 合唱付きレチタティーヴォ バリトン独唱（エリヤ）
- Nr.11 「Baal, erhöre uns...（バアルよ我等に應（こた）え給へ…）」（列上18:26） 合唱
- Nr.12 「Rufet lauter! Denn er ist ja Gott...（大聲をあげて呼べ彼は神なればなり…）」（列上18:27） レチタティーヴォと合唱 バリトン独唱（エリヤ）
- Nr.13 「Rufet lauter! Er Hört euch nicht...（大聲をあげて呼べ彼汝らを聞かず…）」 レチタティーヴォと合唱 バリトン独唱（エリヤ）
- Nr.14 「Herr Gott Abrahams, Isaaks und Israels...（アブラハム、イサク、イスラエルの神ヱホバよ…）」（列上18:36-37） アリア バリトン独唱（エリヤ）
- Nr.15 「Wirf dein Anliegen auf den Herrn...（汝の荷を主にゆだねよ…）」 四重唱
- Nr.16 「Der du deine Diener machst zu Geistern...（下僕をかぜとなし…）」 合唱つきレチタティーヴォ バリトン独唱（エリヤ）・合唱（民衆）
- Nr.17 「Ist nicht des Herrn Wort wie ein Feuer...（主のみ言葉は火の如くならずや…）」 アリア バリトン独唱（エリヤ）
- Nr.18 「Weh ihnen, daß sie von mir weichen...（彼はわれをはなれたれば…）」 アリオーソ アルト独唱
- Nr.19 「Hilf deinem Volk, du Mann Gottes...（おお神の人よ、民びとを助けたまえ…）」 合唱付きレチタティーヴォ ソプラノ（またはボーイソプラノ）独唱（若者）・テノール独唱（オバデヤ）・バリトン独唱（エリヤ）・合唱（民衆）
- Nr.20 「Dank sei der Gott, du tränkest das durst'ge Land...（神に感謝すべきかな…）」 合唱（民衆）

#### 第2部
- Nr.21 「Höre, Israel, höre des Herrn Stimme...（イスラエルよ、きけ、主のみ言葉をきけ…）」 アリア ソプラノ独唱
- Nr.22 「Fürchte dich nicht, spricht unser Gott...（恐るるなかれ、我らの神は言い給う…）」 合唱
- Nr.23 「Der Herr hat dich erhoben aus dem Volk...（主汝を民のうちより挙げ…）」 合唱付きレチタティーヴォ バリトン独唱（エリヤ）・アルト独唱（イゼベル）・合唱
- Nr.24 「Wehe ihm, er muß sterben...（エリヤに禍あれ、彼を殺せ…）」 合唱（民衆）
- Nr.25 「Du Mann Gottes, laß meine Rede...（神の人よ、わが言葉をおんみの前に導くものとみなしたまえ…）」 レチタティーヴォ テノール独唱（オバデヤ）・バリトン独唱（エリヤ）
- Nr.26 「Es ist genug! So nimm nun, Herr...（ヱホバよ足り今わが生命を取り給へ…）」（列上19:4） アリア バリトン独唱（エリヤ）
- Nr.27 「Siehe, er schläft unter dem Wacholder...（みよ、彼荒野の金雀花（えにしだ）のもとに眠りしが…）」 レチタティーヴォ テノール独唱
- Nr.28 「Hebe deine Augen auf zu den Bergen...（山に向かいて目をあげよ…）」 三重唱 ソプラノ1・ソプラノ2・アルト（天使たち）
- Nr.29 「Siehe, der Hüter Israels schläft noch schlummert nicht...（みよ、イスラエルを守りたもう者は…）」 合唱
- Nr.30 「Stehe auf, Elias, denn du hast einen großen Weg...（立て、エリヤよ、汝の前に長い旅路あればなり…）」 レチタティーヴォ アルト独唱（天使）
- Nr.31 「Sei stille dem Herrn und warte auf ihn...（汝、主のみ前に口をつぐみ忍びて、主を待ち望め…）」 アリア アルト独唱（天使）
- Nr.32 「Wer bis an das Ende beharrt...（終りまで耐え忍ぶものは救われるべし…）」 合唱（天使たち）
- Nr.33 「Herr, es wird Nacht um mich...（主よ、夜のとばりをめぐりておりぬ…）」 レチタティーヴォ バリトン独唱（エリヤ）・ソプラノ独唱（天使）
- Nr.34 「Der Herr ging vorüber...（ヱホバ過ゆき給ふに…）」（列上19:11-12） 合唱
- Nr.35 「Seraphim standen über ihm...（セラピムその上に立ち、互いに呼び交わせり…）」 レチタティーヴォ アルト独唱
  - 「Heilig ist Gott der Herr Zebaoth...（聖なるかな万軍の主なる神…）」 女声四重唱と合唱
- Nr.36 「Gehe wiederum hinab...（再び下り行け…）」 合唱とレチタティーヴォ バリトン独唱（エリヤ）
- Nr.37 「Ja, es sollen wohl Berge weichen...（山々は移り、丘はくずるとも…）」 アリオーソ バリトン独唱（エリヤ）
- Nr.38 「Und der Prophet Elias brach hervor...（かくて預言者エリヤは火の如く現れ…）」 合唱
- Nr.39 「Dann werden die Gerechten leuchten...（その時正しき者は…）」 アリア テノール独唱
- Nr.40 「Darum ward gesendet der Prophet Elias...（主の大いなる畏るべき日の来る前に…）」 レチタティーヴォ ソプラノ独唱
- Nr.41 「Aber einer erwacht von Mitternacht...（ひとりのもの北の方に目ざめ…）」 合唱
  - 「Wohlan, alle, die ihr durstig seid...（いざ渇けるもの、ことごとく水に来れ…）」 四重唱
- Nr.42 「Alsdann wird eure Licht hervorbrechen...（かくて御身の光暁の如くあらわれいで…）」 合唱

## 付記
NHK交響楽団は、1986年10月に行った第1000回定期演奏会において、当時名誉指揮者を務めていたヴォルフガング・サヴァリッシュの指揮により、この曲を演奏した。